# Del Carretto

Escuts dels Del Carreto, d'or amb cinc bandes de gules

La família Del Carretto, d'origen aleramici, fou una nissaga senyorial d'Itàlia dividida en diverses branques, que foren senyors feudals amb títol de marquès, de la costa de Ligúria de Ponent i del Piemont del sud o Baix Piemont. El fundador de la dinastia va ser Enric del Vasto, fill de Bonifaci del Vasto, senyor de l'oest de Ligúria i del Piemont meridional. Encara que Enric sovint és anomenat Enric I del Carretto, sembla que ell mateix mai hauria utilitzar aquest nom.

## Història

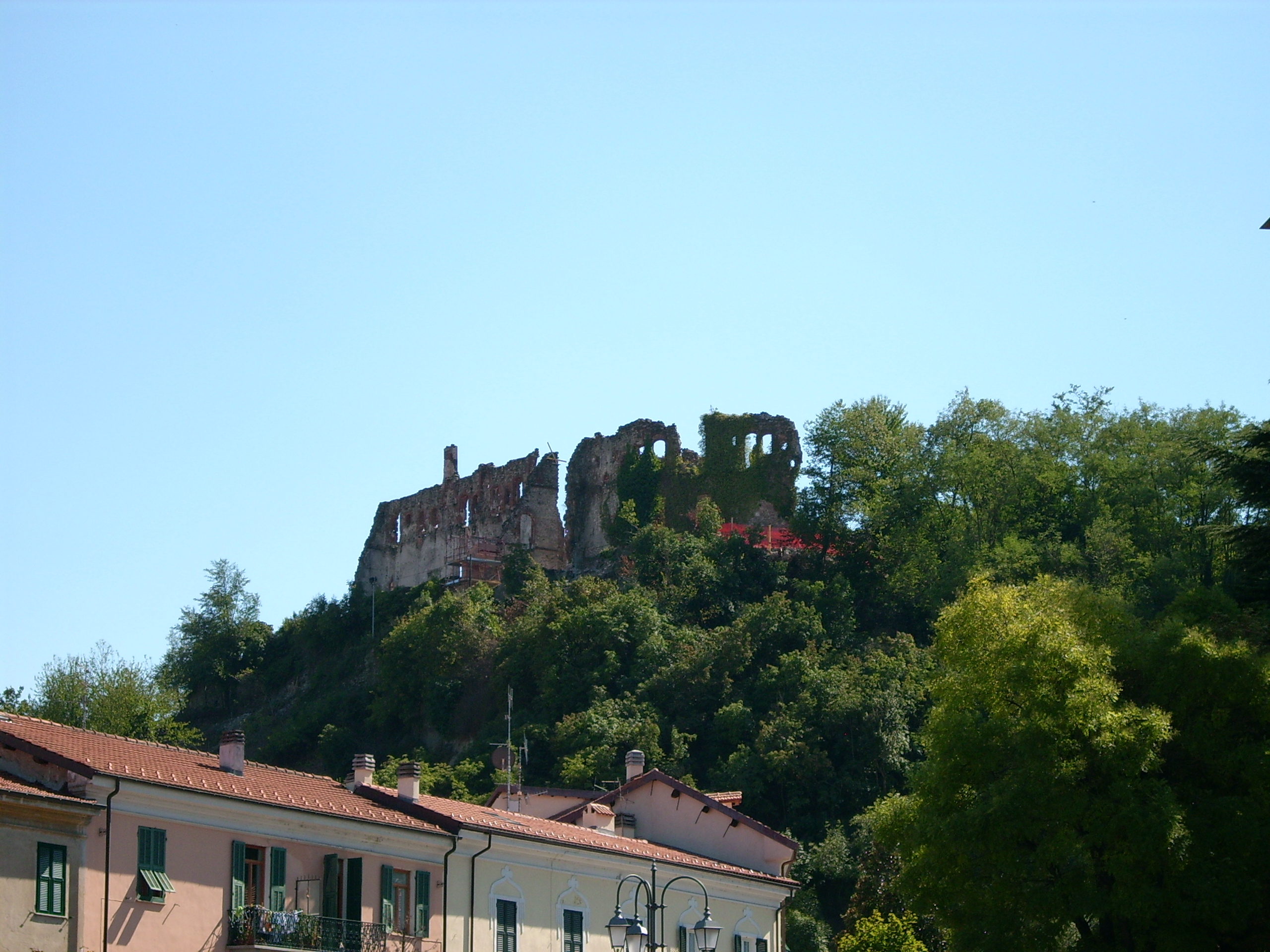
Les ruïnes del castell de Cairo-Montenotte

Enric del Vasto o Enric I del Carreto fou de fet marquès de Savona; va ser un dels principals col·laboradors de Frederic Barbarroja. Enric va tenir dos fills, Otó i Enric (II), que després de la seva mort (al voltant de 1185 es van dividir els seus dominis. Otó va rebre Savona i els feus paterns a l'est de la línia ideal que uneix Carcare i Alba (Piemont), i principalment el territori entre els dos rius Bormida. El territori d'Otó es perllongava cap al nord-est fins prop d'Acqui, on es trobaven els feus de Sessame, Bubbio, Cassinasco, Monastero Bormida i Ponti, Des de Ponti la frontera anava cap al sud al llarg de la vall del riu Bormida di Spigno, fins als castells de Dego, Carretto, i Cairo (Cairo-Montenotte). Enric II pel seu costat, va rebre la part occidental dels dominis paterns, una franja de territori que s'estenia gairebé des de Finale Ligure fins a Alba, passant per Osiglia Millesimo, Clavesana i Novello. El castell de Carcare, que dominava el pas del riu Bormida di Spigno, romania com a domini comú i assegurava uns peatges lucratius; el territori de Ligúria entre Vado Ligure i Noli (amb el castell de Segno) també romania comu, ja que era un centre comercial que dominava el comerç procedent dels vaixells que feien escala a la badia de Vado, els ingressos dels quals lucraven als marquesos.
Otó va cedir ràpidament a la seva autonomia política. L'abril de 1191 va vendre per 1.500 lliures tots els béns i els drets feudals que tenia a Savona i els seus voltants. A continuació, Otó va cedir els drets sobre els seus dominis feudals a la Langhe a favor de la ciutat d'Asti (1209) en part, i la resta a la república de Gènova (1214), obtenint a canvi la reinvestidura d'aquests béns com a vassall, per a si i pels seus hereus. D'ell descendeixen per exemple els Del Carretto de Ponti i Sessame.
Enric II de Carretto i els seus descendents, en canvi, van governar per quatre segles el marquesat de Finale, del qual derivaren altres petits estats com el marquesat de Millesimo, el marquesat de Zuccarello i el marquesat de Balestrino
Un descendent de la família, Otó Enric del Carretto (1639 - 1685), marquès de Savona i de Grana, va aconseguir certa fama en el segle xvii a Alemanya Es va convertir en major general de l'Exèrcit Imperial a l'època de l'emperador Leopold I en el curs de la guerra d'Holanda derrotant els francesos dirigits per François de Créquy a la batalla de Konzer Brücke (11 d'agost de 1675).

## El nom
El nom Del Carretto és només una de les quatre variants en les que el nom pot aparèixer. Els descendents d'Enric del Vasto sovint preferiren signar documents només amb el nom Carretto, sense preposició. Fins i tot la versió dal Carretto va ser utilitzada. La variant més popular a la historiografia, però, és la més antiga del Carretó, on la primera lletra minúscula del cognom sembla denotar un petit país d'origen, Carretto, una part de la comarca de Cairo Montenotte, interpretant i traduint del llatí de Carreto com una indicació d'origen geogràfic (però sense confirmació documental). La difusió d'aquesta variant és el resultat d'una posició política seguida per la República de Gènova durant segles, tractant de negar al Del Carretto el títol de marquès de Savona (que es testifica sovint en els documents dels Carretto però està totalment absent en tots els tractats entre la República i els Del Carretto). El 1642, Raffaele Della Torre, el famós polític de Gènova, va inventar en la seva Cyrologia que el nom venia d'un misteriós "marquesat de Carretto" i, per tant, no hi havia evidència que els Del Carretto fossin descendents d'Enric del Vasto, marquès de Savona. La teoria tenia la intenció final de negar als monarques espanyols el dret d'ancorar a la badia de Vado i en general tots els drets sobre el territori de Savona. Aquests drets, sobre la base dels acords de Felip Felip II amb el darrer marquès del Carreto de Finale, s'havien confirmat poc abans, a la investidura de Felip IV el 1639
No obstant, recentment s'ha suggerit que el nom ve del poema Il cavaliere del carretto, en què Chrétien de Troyes va crear el personatge heroic de Lancelot (Lancillotto en italià). El poema va ser escrit al voltant de dues dècades abans que el nom fos utilitzat pels descendents d'Enric I del Carreto (Enric del Vasto) i era molt popular entre els trobadors que freqüentaven les corts dels marquesos aleramici.
Encara que entre els erudits dels segles passats no hi havia cap dubte que el nom estava connectat veritablement a un carro, no en donaven una única interpretació. Filadelfo Mugnos en el seu conegut Teatro delle Famiglie nobili...di Sicilia suggereix que va ser el carro amb el que Aleram i Adelasia van fugir per amagar-se prop d'Albenga (part I, llibre II, pàgina 238); els Racalmuto foren una branca dels Del Carretto emigrada a Sicília i separada a l'inici del segle xiv. Altres consideren que el carro era un carro triomfal que portava el turbant conquerit a Palestina per Enric del Vasto, després que el famós duel amb el príncep de Jafa (Jaffa = Giaffa). En altres paraules, el motiu iconogràfic, representats en baix relleu que decora la Plaça de San Biagio a Finalborgo, es remuntaria a Enric I i va ser l'origen del cognom. Bricheri Colombi assumeix que el carro és una declaració de la suposada ascendència saxona: a l'escut dels emperadors saxons hi havia les quatre rodes com les d'un carro.